# Падение Лондона
«Падение Лондона» (англ. London Has Fallen) — остросюжетный боевик режиссёра Бабака Наджафи, сиквел фильма «Падение Олимпа». В главных ролях — Джерард Батлер, Аарон Экхарт и Морган Фримен.
Премьера в США состоялась 4 марта 2016 года, в СНГ (не во всём) — 17 марта 2016 года.

## Сюжет
По сообщениям, за взрывами в Европе стоит главарь террористов Аамир Баркави. Правительство США находит его местоположение и наносит с беспилотника удар, якобы убив Баркави вместе со всей семьей. Два года спустя президент Бенджамин Эшер и его главный агент Секретной службы Майк Беннинг совершают пробежку вместе. Майк вместе со своей женой Лией ожидают своего первого ребенка и он надеется взять небольшой отпуск, чтобы провести время со своей семьей. Однако Баркави все ещё жив, находится в Йемене и встречается со своим сыном Камраном. Баркави и Камран начинают разрабатывать и воплощать план мести.
В Белом доме получают сообщения о том, что премьер-министр Великобритании Джеймс Уилсон умер. Президент Эшер в сопровождении Майка и директора Секретной службы Линн Джейкобс отправляются в Лондон для участия в похоронах Уилсона. Как только высокопоставленные гости начинают прибывать, несколько наемников по команде Баркави атакуют, начиная с бомбы, взрывающей лимузин премьер-министра Канады. Вскоре боевики, переодетые в форму королевских гвардейцев и полицейских, открывают огонь по гражданским лицам и канцлеру Германии. Майк эвакуирует Эшера и Джейкобс в безопасное место в то время, когда на улицах идет стрельба.
Не теряя темпа, террористы одного за другим убивают нескольких высокопоставленных гостей. Премьер-министр Японии гибнет на уничтоженном боевиками-смертниками мосту, президента Франции, совершающего прогулку по Темзе, взрывает баржа с грузом взрывчатки, а премьер-министра Италии убивают во время частной экскурсии по Вестминстерскому аббатству. Однако главная цель террористов – президент США, которого пытаются спасти агенты Секретной службы.
Уходя от погони, Майк, Эшер и Джейкобс следуют на военную базу для эвакуации. Однако террористы, расположенные на крышах зданий, выстрелами из ПЗРК Stinger уничтожают вертолёты эскорта. Президентский вертолет также подбит и терпит крушение, в результате чего Джейкобс смертельно ранена. Перед смертью она говорит Майку: «Заставь этих уродов заплатить за это». Майк и Эшер убегают. Сотрудники администрации президента в Белом доме пребывают в ужасе, опасаясь, что их босс и коллеги убиты. Майк пытается связаться с вице-президентом Аланом Трамбуллом и отправить сообщение о том, что он и Эшер все ещё живы. Пока Майк и Эшер пробираются через подземные туннели, президент говорит, что террористы хотят устроить показательную казнь с видеотрансляцией, и приказывает Майку: если их найдут, агент должен убить его. Майк неохотно соглашается.
Служащие в Белом доме получают угрожающее сообщение от Баркави, о том, что это месть. Также выясняется, что по отчету аутопсии Уилсона, в его теле обнаружен яд, то есть он был намеренно отравлен в расчете на то, что все мировые лидеры приедут на похороны. В городе осадное положение, Майк и Эшер бегут к безопасному месту — конспиративной квартире МИ-6, где живёт агент британской спецслужбы Жаклин «Джакс» Маршалл, которую Майк хорошо знает. Джакс с помощью компьютера узнает, что все это организовал Баркави. Она также получает извещение от Трамбулла, подтверждающее, что они получили сообщение Майка и посылают помощь. На мониторах системы видеонаблюдения троица видит, как прибывает группа в форме отряда «Дельта», однако Майк замечает, что мужчины не потеют, несмотря на то, что они должны были проделать многокилометровый марш в тяжелой экипировке. Они понимают, что террористы перехватили их сообщение и собираются атаковать. Начинается перестрелка. Пока Майк отвлекает внимание боевиков на себя, Джакс успевает скрыться незамеченной. Подозревая, что террористы, скорее всего, завербовали кого-то из высокопоставленных чиновников британского правительства, она направляется в Скотланд Ярд. Майк и Эшер, оторвавшись от нападавших, берут один из стоящих в гараже спецавтомобилей МИ-6 и пытаются прорваться в безопасное посольство США, но их таранит грузовик с террористами. Эшер похищен в бессознательном состоянии, его увозят террористы на минивэне.
Эшер находится в частном доме, где Камран организует съемки и место для публичной казни президента США. Он несколько раз бьет Эшера, чтобы заставить его испытать боль заранее. В это время, Майк уже торопится на помощь вместе с отрядом коммандос SAS. Террористы поставили камеры и транслируют передачу по всему миру. Камран приказывает Эшеру сказать несколько заключительных слов и готовит мачете, которым собирается обезглавить его. Однако в последний момент врывается Майк и убивает нескольких террористов. Он дерётся с Камраном, но последний успевает убежать. Майк приказывает командиру группы SAS уничтожить это место, хватает Эшера и прыгает в шахту лифта прежде, чем взрыв разрушает здание, убивая Камрана и остальных негодяев. Джакс обнаруживает, что глава разведки МИ-5 Джон Ланкастер и есть тот предатель, который помог Баркави и террористам, и убивает его при задержании. Сам Баркави находится в Йемене. Вице-президент Трамбулл разговаривает с ним по телефону, и в это время по логову террориста наносится удар с американского беспилотника. Баркави и его банда погибают.
Майк возвращается домой и проводит время с Лией и их новорожденным ребенком. Затем он сидит перед своим ноутбуком и пишет президенту Эшеру рапорт об отставке. В это время вице-президент Трамбулл выступает с телеобращением, в котором говорит о последних событиях, и вдохновляет людей речью о величии Америки. Это убеждает Майка удалить письмо с прошением об отставке.

## В ролях
| Актёр           | Роль                                                      |
| --------------- | --------------------------------------------------------- |
| Джерард Батлер  | агент Секретной службы США Майк Бэннинг                   |
| Аарон Экхарт    | Президент США Бенджамин Эшер                              |
| Морган Фримен   | Вице-президент США Аллан Трамбулл                         |
| Анджела Бассетт | Директор Секретной службы США Линн Джейкобс               |
| Роберт Форстер  | Начальник штаба сухопутных войск США генерал Эдвард Клегг |
| Мелисса Лео     | Министр обороны США Рут Макмиллан                         |
| Рада Митчелл    | Лия Бэннинг                                               |
| Джеки Эрл Хейли | Глава администрации президента США Мейсон                 |
| Шон О’Брайан    | Заместитель директора АНБ Рэй Монро                       |
| Мехди Дехби     | Султан Мансур                                             |
| Алон Абутбул    | Аамир Баркави                                             |
| Шарлотта Райли  | агент МИ-6 Жаклин Маршалл                                 |
| Валид Цайтер    | Камран Баркави                                            |
| Шивани Гаи      | Амаль Мансур                                              |

## Создание
29 октября 2013 года стало известно, что Джерард Батлер, Морган Фримен, Аарон Экхарт, Анджела Бассетт и Рада Митчелл вернутся в сиквел фильма «Падение Олимпа» под названием «Падение Лондона», сюжет которого будет связан с нападением на Лондон во время похорон премьер-министра Великобритании.
Производство фильма планировали начать в мае 2014 года в Лондоне, а авторами сценария будут снова Крейтон Ротенбергер и Кэтрин Бенедикт.
В то же время Антуан Фукуа, режиссёр фильма «Падение Олимпа», не смог стать режиссёром сиквела из-за занятости на другом проекте («Великий уравнитель»).
1 мая 2014 было объявлено, что Focus Features приобрела права на распространение сиквела.
28 сентября 2014 года режиссёр Бабак Наджафи подписал контракт на съёмки фильма.
10 октября 2014 года Джеки Эрл Хейли присоединился к актёрскому составу фильма в роли заместителя начальника Мейсона.
12 ноября Мехди Дехби получил роль султана Мансура.
Съёмки фильма начались 24 октября 2014 в Лондоне и проходили четыре недели с участием Моргана Фримена, Аарона Экхарта, Анджелы Бассетт и Мелиссы Лео. Возобновились съёмки в феврале 2015 года, когда освободился Джерард Батлер, который до этого был занят на фильме «Геошторм».
Продлились съёмки фильма до апреля 2015 года.